# Dubai Trolley
Dubai Trolley — історична одноколійна трамвайна лінія в центрі Дубая, Об'єднані Арабські Емірати, що була чинною у 2015 — 2019 рр. Перевезення пасажирів було безкоштовним.

## Опис
Лінія була прокладена неподалік від Бурдж Халіфи та торгового центру Dubai Mall. Проєкт фінансувався Emaar Properties. Лінія мала довжину близько 1 км. Трамваї працювали на паливних елементах, а батареї використовувалися для регенерації енергії гальмування. Кошторисна вартість проєкту — 500 мільйонів Дирхамів .  Єдиний вагон мав ретро-дизайн — двоповерховий, верхня палуба відкрита. Його побудувала американська компанія Transportation Innovation Group, яка вже будувала подібні транспортні засоби для трамвая Ораньєстада на Арубі. Трамвай в Дубаї не використовувався як місцевий громадський транспорт, а лише як дозвілля.